# Baby Gate (album)
Baby Gate è il ventiseiesimo album in studio della cantante italiana Mina, pubblicato nell'ottobre 1974 dalla PDU con distribuzione EMI Italiana.

## Descrizione
Inizialmente venduto insieme a Mina®, poi singolarmente è stato distribuito anche su MC (PDU PMA 606) e CD (PDU CDP 7902772). Rimasterizzato su quest'ultimo supporto nel 2001 (EMI PDU 243 5350902).
Il titolo dell'album deriva da uno pseudonimo utilizzato dalla cantante a inizio carriera. All'epoca infatti Mina incideva in italiano per la Italdisc e con il nome d'arte "Baby Gate" in lingua inglese per la Broadway. Entrambe queste etichette erano di proprietà di Davide Matalon, il discografico che per lanciare l'artista ideò questo dualismo, al fine di capire quale immagine artistica della cantante avrebbe più convinto il pubblico.
Ispirato dalle atmosfere musicali in voga fra i giovani negli anni cinquanta negli USA, e in particolare dalla colonna sonora tratta dal film American Graffiti, è costituito da cover in inglese di brani anni '50 (eccetto Amorevole e Non so che sono cantate in italiano). Particolare cura è stata riservata agli arrangiamenti da Pino Presti, che dirige anche l'orchestra, allo scopo di mantenere intatte le sonorità d'epoca.
Del disco esiste un'edizione del 1975 destinata al mercato spagnolo (Odeon J 062 96.573) con tutti i brani cantati in inglese. Nel dettaglio, Amorevole e Non so lasciano il posto a Runaway e I Still Love You, versioni in inglese di E poi... e Fate piano rispettivamente. Come consuetudine tutti e soli i titoli delle tracce sono tradotti anche in lingua spagnola.

## I brani
Sono tutte cover, compresa la nuova versione di Amorevole.
- Bird dog
Singolo di successo per gli Everly Brothers del 1958.
- Mr. Blue
Canto popolare inciso per la prima volta da DeWayne Blackwell nel 1959, molto diffuso nella versione dei The Fleetwoods inclusa nell'omonimo album.
- I Only Have Eyes for You
Eseguita la prima volta nel 1934 dagli attori Dick Powell e Ruby Keeler nel film Abbasso le donne (Dames) di Ray Enright.
- That's When Your Heartaches Begin
Scritta nel 1937 e incisa lo stesso anno da "Shep Fields Rippling Rhythm".[7] Canzone nota per essere stata scelta da Elvis Presley come lato B di un singolo demo/promo in acetato autoprodotto nel 1953 (Presley pagò il tempo necessario all'incisione e l'uso dell'attrezzatura agli studi "Sun Records" di Memphis). Rivisitata da Elvis nel 1956 durante la sessione del Million Dollar Quartet[8] e infine pubblicata come lato B di un singolo ufficiale del 1957.
- Amorevole
Cover di un successo di Nicola Arigliano, è presentata da Mina in una versione diversa da quella sul singolo di inizio carriera (1959), poi ripresa nella raccolta su CD Una Mina d'amore del 2004. Questa è invece la versione acustica con arrangiamento e accompagnamento di Renato Sellani al piano.
- Don't
Singolo di Elvis Presley al numero uno negli Stati Uniti all'inizio del 1958.
- Flamingo
Standard jazz registrato per la prima volta dal crooner Herb Jeffries con l'orchestra Duke Ellington alla fine del 1940.
- It's Only Make Believe
Già incisa dal coautore Conway Twitty nel 1958.
- I'm in the Mood for Love
Appare inizialmente nella colonna sonora del film commedia americano Every Night at Eight (Ogni sera alle otto, regia di Raoul Walsh) del 1935, cantata dalla protagonista Frances Langford, successivamente sarà ripresa da più di cinquanta artisti.
- To Be Loved
Singolo originale di Jackie Wilson del 1958, più recentemente (2013) nell'omonimo album di Michael Bublé.

## Tracce
Lato A
1. Bird Dog – 2:26 (Boudleaux Bryant; edizioni musicali Acuff-Rose)
2. Mr. Blue – 2:39 (DeWayne Blackwell; edizioni musicali Chappell)
3. I Only Have Eyes for You – 3:13 (testo: Al Dubin – musica: Harry Warren; edizioni musicali Francis Day)
4. That's When Your Heartaches Begin – 3:40 (testo: William Raskin, George "Funky" Brown[9] – musica: Fred Fisher; edizioni musicali D.R.)
5. Amorevole (acoustic version) – 5:20 (testo: Vito Pallavicini, Antonietta De Simone – musica: Vittorio Buffoli, Pino Massara; edizioni musicali Ariston)

Lato B
1. Don't – 3:00 (Jerry Leiber, Mike Stoller; edizioni musicali RCA)
2. Flamingo – 3:04 (testo: Edmund 'Ed' Anderson – musica: Theodor 'Ted' Grouya; edizioni musicali Accordo)
3. It's Only Make Believe – 2:20 (Conway Twitty, Jack Nance; edizioni musicali Fono Film)
4. I'm in the Mood for Love – 3:00 (testo: Dorothy Fields – musica: Jimmy McHugh; edizioni musicali Curci)
5. To Be Loved – 2:22 (Berry Gordy Jr.,  Tyran Carlo; edizioni musicali Pickwick)
6. Non so – 3:20 (testo: Giorgio Calabrese – musica: Umberto Bindi; edizioni musicali Santa Cecilia)

## Formazione
- Mina – voce
- Pino Presti – basso, arrangiamenti, direzione, voce in Flamingo
- Ettore Cenci – chitarra acustica, chitarra elettrica
- Andrea Sacchi – chitarra acustica, chitarra elettrica
- Oscar Rocchi – organo Hammond C3, pianoforte
- Andy Surdi – batteria, percussioni

Tecnico del suono: Nuccio Rinaldis